# Kührener Teich
Der Kührener Teich ist ein Teich im Kreis Plön im deutschen Bundesland Schleswig-Holstein. Er ist ca. 30 ha groß. Seit 1995 ist das Gewässer Teil des Naturschutzgebiets Kührener Teich und Umgebung.